# Retiro fulvipes
Retiro fulvipes là một loài nhện trong họ Amaurobiidae.
Loài này thuộc chi Retiro. Retiro fulvipes được Eugène Simon miêu tả năm 1906.